# 米海爾·格爾茨
米海爾·格爾茨是一位愛沙尼亞指揮家。1984年出生於塔爾圖。
格爾茨2001年畢業於塔林音樂中學，主修鋼琴和合唱團指揮。 2006年，愛沙尼亞音樂戲劇學院師從伊瓦里·依利雅教授主修鋼琴，主修管弦樂隊指揮，師從庫諾·阿倫、托馬斯·卡普騰和包爾·梅吉。 2007 年，他通過了管弦樂隊指揮碩士學位的答辯（導師包爾·梅吉），並於 2011 年獲得了博士學位（導師托馬斯·西坦）。
2011年至2013年格爾茨前往柏林就讀柏林漢斯·艾斯勒音樂學院，師從克里斯提安·埃瓦爾德和漢斯-迪特·包木。
2001-2003 年，他指揮塔林第二十一中學室內合唱團，2003-2005 年指揮塔林音樂中學交響樂團，2004-2005 年指揮塔林室內合唱團。 2005-2007年任愛沙尼亞國家男聲合唱團指揮及首席指揮助理，2007-2014年任愛沙尼亞國家歌劇院指揮。
格爾茨2011年起定居柏林，自 2014 年起，他還擔任柏林德意志交響樂團和哈根劇院的指揮。自2016年以來，他一直以自由指揮的身份工作，指導過許多世界一流的交響樂團。
從 2021 年秋季開始，他擔任塔爾圖圖賓節的藝術總監。 從 2021 年秋季到 2022 年 2 月，他還是塔林音樂與芭蕾舞學院古典音樂的創意總監。

## 資料來源

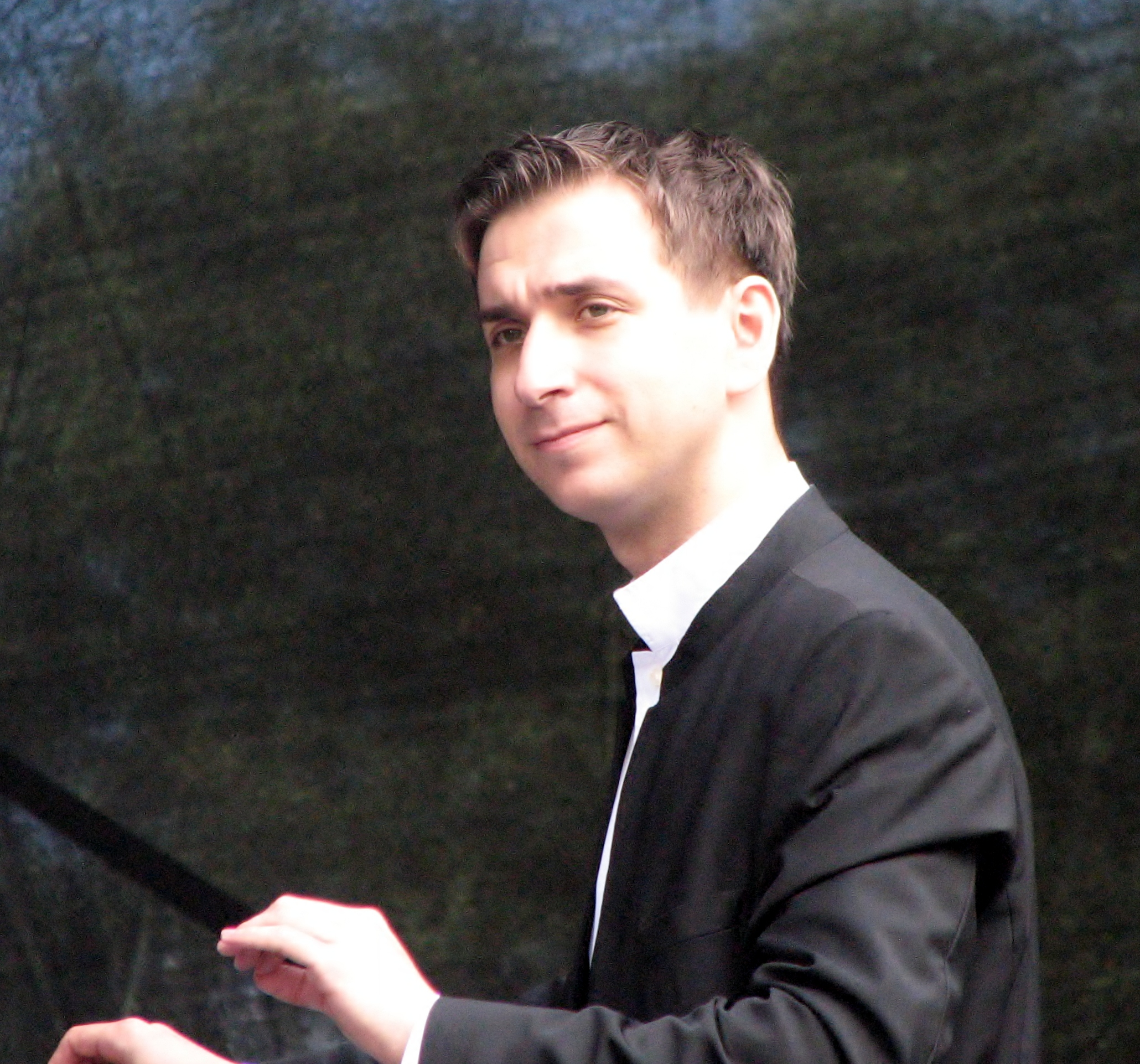
格爾茨於愛沙尼亞音樂戲劇學院第107樂季開幕式上表演

1. ↑  Minu Eesti: Saksamaal elav dirigent Mihhail Gerts （页面存档备份，存于）, Klassikaraadio, 9. detsember 2018.
2. ↑  Tartus toimub helilooja Eduard Tubinale pühendatud festival. （页面存档备份，存于） ERR, 6. oktoober 2021.